# The Colour and the Shape
The Colour and the Shape je druhé řadové album kapely Foo Fighters. Vyšlo v roce 1997. Bylo prvním albem Foo Fighters, na kterém hrála celá kapela. Debutovou desku Foo Fighters si totiž Dave Grohl nahrál celou sám (s jedinou výjimkou, kdy na kytaru hrál Greg Dulli). Album produkoval Gil Norton, který se proslavil svojí prací s Pixies. V roce 1998 bylo nominováno na cenu Grammy v kategorii Nejlepší rockové album. V roce 2007, ku příležitosti desátého výročí vydání desky, vyšla reedice, která obsahuje navíc 6 bonusových písní. ( Requiem, Drive Me Wild, Down In The Park, Baker Street, Dear Lover, The Colour And The Shape)

## Seznam skladeb
| Pořadí | Název             | Délka |
| ------ | ----------------- | ----- |
| 1.     | Doll              | 1:23  |
| 2.     | Monkey Wrench     | 3:51  |
| 3.     | Hey, Johnny Park! | 4:08  |
| 4.     | My Poor Brain     | 3:33  |
| 5.     | Wind Up           | 2:32  |
| 6.     | Up In Arms        | 2:15  |
| 7.     | My Hero           | 4:20  |
| 8.     | See You           | 2:26  |
| 9.     | Enough Space      | 2:37  |
| 10.    | February Stars    | 4:49  |
| 11.    | Everlong          | 4:10  |
| 12.    | Walking After You | 5:03  |
| 13.    | New Way Home      | 5:40  |

## Nástrojové obsazení
Dave Grohl – zpěv, kytara, bicí 

Pat Smear – kytara 

Nate Mendel – baskytara 

Taylor Hawkins – bicí, perkuse (v Requiem, Drive Me Wild a Baker Street) 

William Goldsmith – bicí (v Doll a pomalé části Up In Arms) 